# Mission heliographique
Die Mission héliographique war eine 1851 von der französischen Commission des monuments historiques in Auftrag gegebene fotografische Expedition.

## Geschichte
1851, in einer Zeit der stürmischen Entwicklung der Fotografie, beauftragte die Commission des monuments historiques, geleitet von Prosper Mérimée, die fotografische Erfassung einer Reihe von Denkmälern, für die sie die Sanierung betrieb; unter anderem die Restaurierung mehrerer Kirchen in Carcassonne durch Viollet-le-Duc.
Die teilnehmenden Fotografen waren:
- Gustave Le Gray (Loireschlösser)
- Auguste Mestral (Zentralfrankreich)
- Édouard Baldus (Südosten)
- Hippolyte Bayard (Bretagne, Normandie)
- Henri Le Secq (Nordosten)

Bis zum Winter 1851 entstanden über 300 Fotografien, ein Teil davon ist verschollen.
Das Programm diente als Vorbild für zahlreiche weitere Projekte dieser Art, etwa der Mission photographique der DATAR und der Farm Security Administration in den USA.

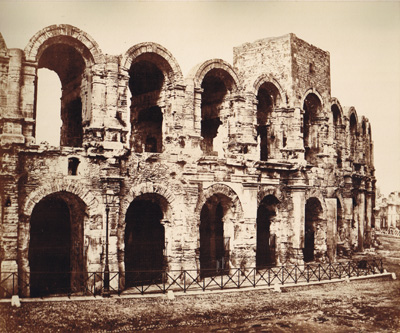
Auguste Mestral: Amphitheater von Arles
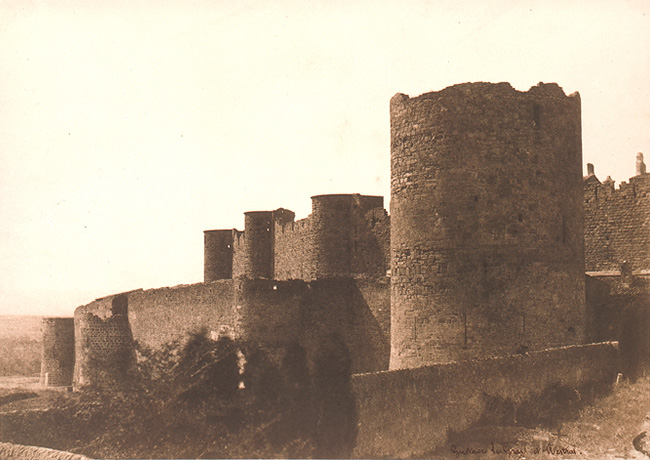
Édouard Baldus: Cité von Carcassonne
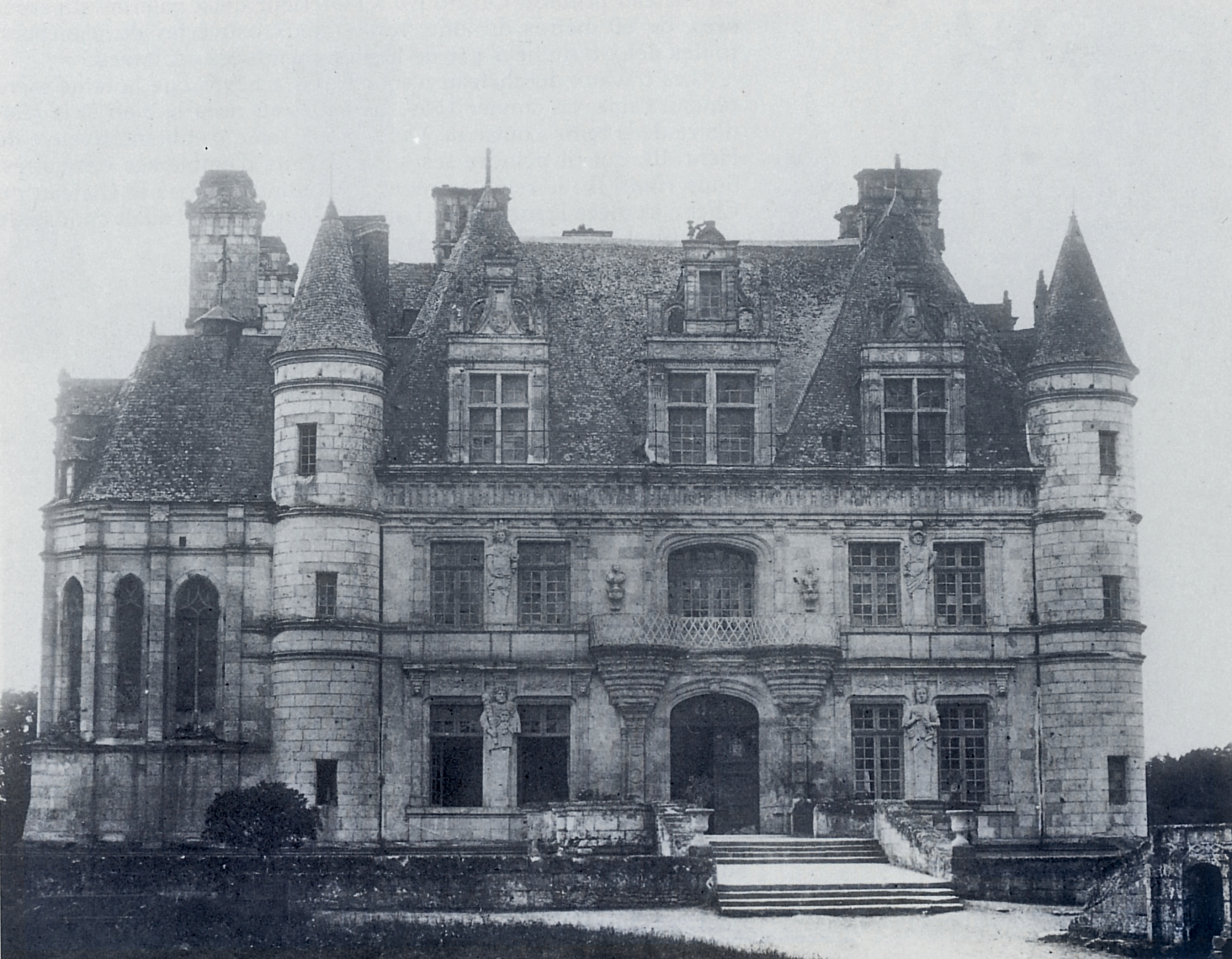
Gustave Le Gray: Schloss Chenonceau
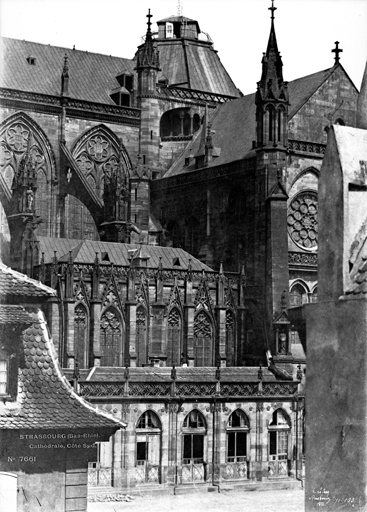
Henri Le Secq: Straßburger Münster (Südfassade)